# Psammodromius
Psammodromius is een geslacht van kevers uit de familie van de loopkevers (Carabidae). De wetenschappelijke naam van het geslacht is voor het eerst geldig gepubliceerd in 1927 door Peyerimhoff.

## Soorten
Het geslacht Psammodromius omvat de volgende soorten:
- Psammodromius damanabii Morvan, 1977
- Psammodromius mirzayani Morvan, 1977
- Psammodromius noctivagus Peyerimhoff, 1927
- Psammodromius pallidicolor Mandl, 1973